# Gigantodax cervicornis
Gigantodax cervicornis är en tvåvingeart som beskrevs av Peter Wolfgang Wygodzinsky 1974. Gigantodax cervicornis ingår i släktet Gigantodax och familjen knott. Inga underarter finns listade i Catalogue of Life.